# Quentin Daubin
Quentin Daubin (Saint-Nazaire, 3 luglio 1995) è un calciatore francese, centrocampista del Gaziantep.

## Carriera
Cresciuto nel settore giovanile del Niort, ha esordito in prima squadra il 16 settembre 2016 disputando l'incontro di Ligue 2 pareggiato 1-1 contro il Troyes.
Nell'estate del 2024 si è trasferito al Gaziantep, club della prima divisione turca.

## Statistiche

### Presenze e reti nei club
Statistiche aggiornate all'8 febbraio 2025.
| Stagione        | Squadra         | Campionato      | Campionato | Campionato | Coppe nazionali | Coppe nazionali | Coppe nazionali | Coppe continentali | Coppe continentali | Coppe continentali | Altre coppe | Altre coppe | Altre coppe | Totale | Totale |
| Stagione        | Squadra         | Comp            | Pres       | Reti       | Comp            | Pres            | Reti            | Comp               | Pres               | Reti               | Comp        | Pres        | Reti        | Pres   | Reti   |
| --------------- | --------------- | --------------- | ---------- | ---------- | --------------- | --------------- | --------------- | ------------------ | ------------------ | ------------------ | ----------- | ----------- | ----------- | ------ | ------ |
| 2015-2016       | Niort 2         | CFA2            | 18         | 1          |                 | -               | -               |                    | -                  | -                  |             | -           | -           | 18     | 1      |
| 2016-2017       | Niort 2         | CFA2            | 10         | 0          |                 | -               | -               |                    | -                  | -                  |             | -           | -           | 10     | 0      |
| Totale Niort 2  | Totale Niort 2  | Totale Niort 2  | 28         | 1          |                 | -               | -               |                    | -                  | -                  |             | -           | -           | 28     | 1      |
| 2016-2017       | Niort           | L2              | 17         | 0          | CF+CdL          | 2+0             | 0               |                    | -                  | -                  |             | -           | -           | 19     | 0      |
| 2017-2018       | Pau             | N               | 29         | 0          |                 | -               | -               |                    | -                  | -                  |             | -           | -           | 29     | 0      |
| 2018-2019       | Pau             | N               | 32         | 1          | CF              | 1               | 0               |                    | -                  | -                  |             | -           | -           | 33     | 1      |
| 2019-2020       | Pau             | N               | 22         | 0          | CF              | 3               | 0               |                    | -                  | -                  |             | -           | -           | 25     | 0      |
| 2020-2021       | Pau             | L2              | 32         | 0          | CF              | 1               | 0               |                    | -                  | -                  |             | -           | -           | 33     | 0      |
| 2021-2022       | Pau             | L2              | 35         | 1          | CF              | 1               | 0               |                    | -                  | -                  |             | -           | -           | 36     | 1      |
| Totale Pau      | Totale Pau      | Totale Pau      | 150        | 2          |                 | 6               | 0               |                    | -                  | -                  |             | -           | -           | 156    | 2      |
| 2022-2023       | Caen            | L2              | 33         | 0          | CF              | 1               | 0               |                    | -                  | -                  |             | -           | -           | 34     | 0      |
| 2023-2024       | Caen            | L2              | 35         | 1          | CF              | 2               | 0               |                    | -                  | -                  |             | -           | -           | 37     | 1      |
| Totale Caen     | Totale Caen     | Totale Caen     | 68         | 1          |                 | 3               | 0               |                    | -                  | -                  |             | -           | -           | 71     | 1      |
| 2024-2025       | Gaziantep       | SL              | 10         | 0          | CT              | 4               | 0               |                    | -                  | -                  |             | -           | -           | 14     | 0      |
| Totale carriera | Totale carriera | Totale carriera | 273        | 4          |                 | 15              | 0               |                    | -                  | -                  |             | -           | -           | 288    | 4      |

## Palmarès

### Club

#### Competizioni nazionali
- Championnat National: 1

Pau: 2019-2020